# Otto Wenig
Otto Wenig (* 30. April 1911 in Schönebeck/Elbe; † 23. April 1972 in Bonn) war ein deutscher Theologe und Bibliothekar.

## Leben und Wirken
Otto Wenig besuchte das Reformgymnasium in Schönebeck (Elbe) und legte dort seine Reifeprüfung ab. Anschließend studierte er Evangelische Theologie, Religionswissenschaft und Indologie an den Universitäten in Halle, Wien, Göttingen und Marburg. Sein erstes theologisches Examen legte er 1935 ab, das zweite Examen 1940. Im Jahre 1940 promovierte er bei Friedrich Karl Schumann an der Universität Halle.
Von 1937 bis 1950 war Wenig als evangelischer Pfarrer in Merseburg tätig und zwar an der Neumarktkirche St. Thomae und am Merseburger Dom. Im Jahre 1950 begann er als Bibliotheksreferendar an der Universitätsbibliothek Halle bzw. an der Deutschen Staatsbibliothek in Berlin die Ausbildung für den höheren Bibliotheksdienst, dort legte er 1952 die Fachprüfung ab. Bis 1956 war er dann an der Deutschen Staatsbibliothek als Bibliothekar tätig. 1956 wurde er Direktor der Bibliothek der Deutschen Akademie der Wissenschaften in Berlin. 1959 wechselte er an die Universitätsbibliothek Bonn, wo er bis zu seinem Tod tätig war, seit 1969 als stellvertretender Direktor der Bibliothek (in der Zeit von 1968 bis 1970 leitete er diese Bibliothek kommissarisch). An der Universität Bonn hatte er eine Honorarprofessur für Kirchengeschichte und Kirchenkunde inne. Im Nebenamt war er außerdem Dozent an der Bibliotheksschule des Borromäus-Vereins in Bonn.

## Schriften (Auswahl)
- Die Neuordnung der kirchlichen Verwaltung der Provinz Sachsen in den Jahren 1815–1817 und ihre Vorgeschichte. Noske, Borna-Leipzig 1940 (Dissertation Universität Halle).
- Bibliotheksgut und Archivgut. In: Zentralblatt für Bibliothekswesen, Bd. 68 (1954), S. 321–334.
- Übersicht über die bibliographischen und bibliothekswissenschaftlichen Veröffentlichungen der wissenschaftlichen Bibliotheken der DDR seit 1945. In: Horst Kunze (Hrsg.): Aus der Arbeit der wissenschaftlichen Bibliotheken in der Deutschen Demokratischen Republik. Harrassowitz, Leipzig 1955, S. 227–246.
- (Mitautor): Der Neubau der Universitätsbibliothek Bonn. Die feierliche Übergabe am 16. Juni 1962. In: Mitteilungsblatt / Verband der Bibliotheken des Landes Nordrhein-Westfalen, N.F., Bd. 12 (1962), H. 4, S. 173–208.
- (mit Viktor Burr): Universitäts-Bibliothek Bonn. Erfüllte Bauaufgaben, ein Bericht. Universitätsbibliothek Bonn 1962.
- Autographeninterpretation. In: Otto Wenig (Hrsg.): Wege zur Buchwissenschaft. [Viktor Burr z. Vollendung d. 60. Lebensjahres] (= Bonner Beiträge zur Bibliotheks- und Bücherkunde, Bd. 14). Bouvier, Bonn 1966, S. 151–173.
- Rationalismus und Erweckungsbewegung in Bremen. Vorgeschichte, Geschichte und theologischer Gehalt der Bremer Kirchenstreitigkeiten von 1830 bis 1852. Bouvier, Bonn 1966.
- Buchdruck und Buchhandel in Bonn. Röhrscheid, Bonn 1968.
- (Hrsg. u. Mitautor): Verzeichnis der Professoren und Dozenten der Rheinischen Friedrich-Wilhelms-Universität zu Bonn 1818–1968. Bouvier/Röhrscheid, Bonn 1968.
- 150 Jahre Bonner Universitäts-Buchdruckerei 1819–1969. Stollfuß, Bonn 1969.
- (Mitarb.): Bonner Bibliographie und Literaturbericht 1965–1970 (= Veröffentlichungen des Stadtarchivs Bonn, Bd. 9). Röhrscheid, Bonn 1972, ISBN 3-7928-0328-3.